# 所宛
所宛（ところあて・所充）とは、朝廷に設置された所の別当を補任する儀式。院宮王臣家に置かれた所の長を決める儀式も同様に呼ばれた。

## 概要
朝廷においては、大きく分けて「殿上所宛」「官所宛」「局所宛」が3つがある。
殿上所宛は、公卿や殿上人（蔵人や近衛府官人を含める場合もある）を別当に任じるもので、除目と同時に行われることが多い。内裏清涼殿の殿上の間にて開催され、蔵人別当（通常は一上が兼ねる）が上卿を務め、天皇の御前において弁（弁官）に空席となっている別当に関する報告（闕否勘文）を注進させ、先例などを元にして土台（草案）を作成し、欠員を補充していく。作成された土台が天皇と摂関の許可を得たのちに正式な決定である定文を作成し、更に弁官から定文を渡された史がそれを元に太政官符や宣旨を作成し、あるいは直接当該機関の職員を呼んで口頭で新別当の人事を伝えた。定文は宮内省・中務省などに属する内廷関連官司、蔵人所の管理下にある諸機関、諸大寺の順に記されていた。また、1人が複数の別当を兼ねる例や公卿別当と弁別当あるいは蔵人別当のように1つの機関に複数の別当が任じられる場合もあった。殿上所宛の最古の例は延喜9年（909年）とされ、村上天皇以後は天皇の代替わりに際して、空席如何を問わず全ての別当を白紙として新たな別当を決めなおした。
官所宛・局所宛は、毎年2月の列見の儀式の後に実施され、太政官に属する弁や史を官司や官所宛にて、同じく外記を局所宛にて、それぞれ官司や諸寺の別当に任じる儀式である。殿上所宛よりも重要性の低い機関が多かったが、中には殿上所宛の対象になっている機関に対して更に官所宛による史別当や局所宛による外記別当を任命した事例もあった。